# Lasioglossum perspicuum
Lasioglossum perspicuum är en biart som först beskrevs av Knerer och N. Duane Atwood 1966.  Lasioglossum perspicuum ingår i släktet smalbin, och familjen vägbin. Inga underarter finns listade i Catalogue of Life.